# Poste de garde de La Pernelle
Le poste de garde de La Pernelle est un ancien corps de garde anglais, construit durant la guerre de Cent Ans, qui abrite de nos jours les services de la mairie. Il se dresse sur le territoire de la commune française de La Pernelle, dans le département de la Manche, en région Normandie.
L'ancien corps de garde est partiellement inscrit aux monuments historiques.

## Localisation
Le corps de garde est situé sur un replat, à 82 mètres d'altitude, près du sommet d'une colline haute de 123 mètres. À proximité, se trouve l'église Sainte-Pétronille de La Pernelle.

## Historique
Selon la base Mérimée, le bâtiment actuel date de la seconde moitié du XVIe siècle, mais une première construction a été érigée au XVe siècle. Sa surface est de 24 m2 et sa couverture était constituée d'une voute en terre.
Durant la Seconde Guerre mondiale, les Allemands installent sur ce promontoire un radar de type Bernhard, haut de 27 mètres, protégé par deux batteries. Hautement stratégique sur cette côte, la commune a subi de nombreux bombardements par les Alliés détruisant, à quelques mètres du poste de garde, une partie de l'église Sainte-Pétronille.
Au XXIe siècle, le corps de garde abrite les services de la mairie, l'une des plus petites de France (celle de Saint-Germain-de-Pasquier fait 8 m2) et elle offre un large panorama sur la côte nord-est du Cotentin, en particulier du phare de Gatteville jusqu'à Saint-Vaast-la-Hougue et les îles Saint-Marcouf.
La mairie a fait l'objet d'un timbre édité par la Poste en 2015 dans le cadre d'un carnet illustrant les plus belles mairies de France.

## Protection aux monuments historiques
Les façades et la toiture sont inscrites au titre des monuments historiques par arrêté du 5 mai 1975.